# Шустарёв, Константин Леонидович
Константи́н Леони́дович Шустарёв (род. 9 сентября 1965) — советский композитор и певец, продюсер. Наибольшей известности добился в качестве вокалиста, лидера и автора музыки группы Pushking.

## Ранние проекты
Музыкальные пристрастия композитора были сформированы творчеством The Beatles, The Rolling Stones, Deep Purple, Uriah Heep, Nazareth и других популярных западных рок-групп.
В 1985 году после службы в рядах Советской Армии Константин из Днепродзержинска приехал в Ленинград. В ноябре 1985 года директор группы «Нокаут» Олег «Алик» Ахмеров пригласил Коху занять место вокалиста в этом коллективе, который играл хеви-метал. С новым вокалистом группа быстро выпустила альбом «Металлическая атака».
Однако в апреле 1987 года Константин ушёл из Нокаута в группу Сейф. Этот коллектив не стал его пристанищем надолго, и летом 1987 года он предпочёл играть и петь в группе Владимира Ермолина — Зарок.
Следующим этапом для Шустарёва стала группа Август, в которую он пришёл в сентябре 1988 года. Осенью 1989 года музыканты группы Август Лев Лемберский, Геннадий Ширшаков, Андрей «Дрюня» Круглов и сам Шустарёв организовали группу «Маршалл». C 1990 года до середины 1991 года эти же музыканты стали работать в «Центре В. Киселёва» под названием «Товарищи».

## Работа с группой Pushking
27 августа 1994 года, после нескольких лет, проведённых в США, Константин «Коха» Шустарёв организовал новую группу, в которую пригласил следующих музыкантов: Виктор Дробыш (клавишные), Александр Скрябин и Николай Егерев (гитары), Валерий Судаков (бас-гитара) и Андрей Круглов (барабаны). Состав группы неоднократно изменялся. В разные годы в группе играли Валерий Кочегуро, Константин Кокорин, Михаил Жидких, в настоящее время в составе группы кроме «Кохи» и Круглова играют Дмитрий «Митя» Лосев (гитара), Олег «Иваныч» Бондалетов (клавишные) и Роман «Ромыч» Невелев (бас).
Шустарёв является единственным вокалистом и автором музыки для группы, тексты песен пишут приглашённые авторы. В период с 1996 года до начала 2009 года группой записано 13 полнометражных альбомов.
18 сентября 2004 года в концертном зале Ленинградского Дворца Молодёжи состоялся концерт, посвящённый 10-летию группы Pushking. Кроме самой группы-юбиляра в концерте приняли участие: группа Весёлые ребята, Михаил Файнзильберг, Игорь Сандлер, Дмитрий Четвергов, группа «Crossroadz» и Сергей Воронов, Анатолий Алёшин, группа Зарок и её лидер Сергей Дегтярёв, которые исполняли песни К.Шустарёва. В 2006 году компания Мороз Рекордз выпустила музыкальный видеофильм «Pushking: 10 лет». В качестве бонус-треков в видеофильме присутствуют интервью А.Бурлаки, Игоря Сандлера и Анатолия Алёшина, а также уникальное совместное исполнение музыкантами группы Pushking и А.Алёшиным песни «Депрессняк» в сопровождении только одной гитары.
31 декабря в Европе и 1 февраля 2011 года в США и Японии компания «Eagle Rock Enterntainment» представила CD и LP релизы проекта «The World As We Love It».
Данный проект представляет собой компиляцию 18 песен группы Pushking (19-й трек — Intro), записанные с участием приглашённых музыкантов — Джо Линн Тёрнер (Rainbow), John Lawton (Uriah Heep), Steve Stevens (Билли Айдол), Дэн Маккаферти (Nazareth), Глен Хьюз (Deep Purple и др.), Al Perkins, Matt Filippini, Грэм Боннэт (Rainbow и др.), Йорн Ланде, Джо Бонамасса, Элис Купер, Keri Kelli, Билли Гиббонс, Нуно Беттанкур, Eric Martin (Mr. Big), Jeff Scott Soto, Пол Стэнли (Kiss), Stevie Salas, Steve Vai, Steve Lukather (Toto), Удо Диркшнайдер (ACCEPT и U.D.O.) и.
В поддержку проекта был снят видеоклип на песню «It’ll Be OK» c участием Billy F.Gibbons (ZZ Top) и Nuno Bettencourt (Extreme). Весной 2015 года группа меняет формат и название, теперь это Pushking Community. В группу приходят молодые музыканты — Берта Бертрудова (вокал), Александр Андросенко (гитара) и Филипп Соха (ударные). Осенью того же года группа презентует новый альбом «One Shot Deal».

## Дискография группы Pushking
1996 год
«V.I.P.» (Very Important Pushking"). Eastway Music, published by Edition ANUVJES/EMI.
1. Intro to White Nights
2. White Nights
3. Kukarracha
4. Mama
5. Jesse James
6. Lady Preacher
7. Silhouette
8. Hoop!
9. Trouble Love
10. Wise Man
11. Calvary News
12. Hey Larry
13. Mr. Wilson
14. Garden Undone
15. I love you
16. See you in my dreams

Музыка — К.Шустарёв (1-16), тексты — К.Шустарёв (3, 4, 6, 8-15), Л. Минкович (2, 5, 7, 10, 12, 14), М. Эпплгейт (4-6, 9-12, 14-16), В. Комиссаров (3, 4, 6, 8, 9, 11, 13, 15), продюсер — Bruce Gowdy, записано и смикшировано на «Dolphin studios I, II & III», Германия. Мастеринг — «Master Dolphin» — Tommy Korge, Thomas Schmitt-Zijnen&Dave Bell. Фото — Гэби Герштер, Гвидо Циммер. Состав группы: вокал — Коха, ударные — Андрей Круглов, клавишные — Виктор Дробыш, гитара — Николай Егерев и Александр Скрябин, бас-гитара — Валерий Судаков. Приглашённые музыканты: гитара — Bruce Gowdy, клавишные и драм-машина — Thomas Schmitt-Zijnen, акустическая гитара — Adax Dorsam.
1999 год
«10-й круг», Manchester Files.
1. Ночь сестра
2. Башмаки
3. Страна слепых
4. Белая песня
5. Пацанское счастье
6. Джимми
7. Бай Бай Ленинград
8. Брат
9. Белый кадиллак
10. Песня без слов
11. О понятиях
12. Колыбельная
13. Не я потерял
14. 10-й круг

Музыка — Коха (1-4, 6-14), F.Foster (5), тексты — В. Кириченко, продюсер — К.Шустарёв, записано на студии «Добролет», Санкт-Петербург, инжиниринг — Александр Мартисов, мастеринг — Андрей Субботин, дизайн — Мария Дудина. Состав группы: вокал, акустическая гитара — Коха, ударные — Андрей Круглов, акустическая гитара, гитара, нейлон — Валерий Кочегуро, гитара — Дмитрий Лосев, бас-гитара — Валерий Судаков. Приглашённые музыканты: саксофон, перкуссия — Михаил Жидких, клавишные — Дмитрий Уханёв и Владимир Савенок.
«Vol. I», Manchester Files.
1. Kukarracha
2. Mama
3. Little to lose
4. Faith
5. Angels of death
6. My simple song
7. Bad loving — bad deal
8. Nicolas
9. Whiskey in the Morning
10. Virtual baby
11. I really need your body
12. Teaser
13. All my real friends
14. Underground
15. I love you

Музыка — Коха. Тексты — Коха, М. Эпплгейт, В. Комиссаров, Э. Жюсти. Записано и микшировано на «Dolphin Studios I, II & III», Германия, студия «Hamm/Pushking», Германия. «Hotline studio», Германия, клуб «Улей», Санкт-Петербург, студия «Нева», Санкт-Петербург. Фото — Игорь Сахаров. Дизайн — Павел Хан. Дизайн CD — Мария Дудина.
Состав: вокал — Коха, ударные и перкуссия — Андрей Круглов, клавишные — Виктор Дробыш, акустическая гитара — Валерий Кочегуро, Александр Скрябин, гитара — Николай Егерев, Валерий Кочегуро, Александр Скрябин, бас — Валерий Судаков, мандолина — Валерий Кочегуро. Приглашённые музыканты: гитара — Брюс Гоуди, акустическая гитара — Адакс Дорсэм, Mastuba by Andy Giusti.
«Vol. II», Manchester Files.
1. Hoop!
2. Disillusion
3. Wiseman
4. Princess
5. Brave Song
6. Happy Newer Year
7. Good Times
8. I’m not Mad
9. Gently Wheeps Mandolin
10. Fellow Travellers
11. Hey Lary
12. Silhouette
13. Free Man
14. Mr.Willson
15. The Garden Undone

Музыка — Коха. Тексты — Коха, М. Эпплгейт, В. Комиссаров, Э. Жюсти. Записано и микшировано на «Dolphin Studios I, II & III», Германия, студия «Hamm/Pushking», Германия. «Hotline studio», Германия, клуб «Улей», Санкт-Петербург, студия «Нева», Санкт-Петербург. Фото — Игорь Сахаров. Дизайн — Павел Хан. Дизайн CD — Мария Дудина.
Состав: вокал — Коха, ударные и перкуссия — Андрей Круглов, клавишные — Виктор Дробыш, акустическая гитара — Валерий Кочегуро, Александр Скрябин, гитара — Николай Егерев, Валерий Кочегуро, Александр Скрябин, бас — Валерий Судаков, мандолина — Валерий Кочегуро. Приглашённые музыканты: гитара — Брюс Гоуди, акустическая гитара — Адакс Дорсэм, Mastuba by Andy Giusti.
2000 год
«Keepers of the Nature and Art». Manchester Files.
1. Keepers of the Nature and Art, Part I
2. Flowers in the sky
3. Nature’s child
4. Heroin
5. Feels Like Life
6. Keepers of the Nature and Art, Part II
7. Hare Krsna
8. Party Song
9. My reflection after seeing the Shindler’s list movie
10. Look at what you’ve done
11. Crazy Phone
12. No, No, No
13. Rainbow
14. Traitor
15. Why
16. St.Petersburg Nights
17. Keepers of the Nature and Art, Part III

Музыка — Коха. Тексты — В. Комиссаров. Продюсер — Коха. Записано и микшировано на студии «Добролет», Санкт-Петербург. Мастеринг — Андрей Субботин. Графика и дизайн — Мария Дудина.
Состав: вокал, акустическая гитара — Коха, ударные — Андрей Круглов, гитара, слайд — Дмитрий Лосев, гитара, нейлон, мандолина — Валерий Кочегуро, бас — Валерий Судаков, саксофон, перкуссия, клавишные — Михаил Жидких. Приглашённые музыканты: скрипка — Никита Зайцев «ДДТ», пианино, синтезаторы — Владимир Савенок.
«To all the losers». Manchester Files.
1. Crazy Girl
2. Free Man
3. Disillusion
4. Fellow Travellers
5. Old Girls
6. Gently Weeps Mandoline
7. Angel of Death
8. Faith
9. Little to Lose
10. Virtual baby
11. Wiskey In the Morning
12. Good Times
13. Happy Never Year
14. To All The Losers

Этот альбом Коха посвятил Виктору Рохину и Александру Скрябину, он был выпущен как демоальбом.
Музыка — Коха. Тексты — Коха, М. Эпплгейт, В. Комиссаров. Продюсер — Коха. Записано и микшировано на студии «Hamm/Pushking», Германия. Мастеринг — студия «Miller», Санкт-Петербург. Дизайн — Мария Дудина.
Состав: вокал — Коха, ударные — Андрей Круглов, гитара и мандолина — Валерий Кочегуро, гитара — Александр Скрябин, бас — Валерий Судаков. Звукорежиссёр — Виктор Рохин.
2003 год
«Дорогая». ООО «ЗВУК».
1. Дорогая
2. Мания
3. Поколение ЛСД
4. Циркач
5. Романтическая
6. Трагические дни
7. Фантом
8. Stop talking
9. Сто долгих зим
10. Думка
11. Сны без тебя
12. Нет нет нет
13. Кукаррача
14. 84-я песня

Музыка — Коха.
Тексты — О. Савилов, В. Кириченко.
Продюсер — Коха.
Записано на студии «Добролет», Санкт-Петербург.
Инженер — Александр Мартисов.
Мастеринг — Юрий Щербаков.
Состав: вокал, акустическая гитара — Коха, ударные, перкуссия — Андрей Круглов, гитара — Дмитрий Лосев, клавишные Олег Бондалетов. Приглашённые музыканты: бас — Константин Кокорин. Мандолина — Сергей Стародубцев. Флейта — Владимир Тарантино. Тромбон — Антон Вишняков. Саксофон — Виктор Дунаевский. Бэк-вокал — Елизавета (14).
Сингл «I LOVE YOU»
1. I love You (Pushking & Dan McCafferty)
2. Мама
3. Пусть
4. Думка

Сингл выпущен после совместного выступления «Pushking» и «Nazareth» в ДС «Юбилейный» . На этом концерте вокалист «Nazareth» Dan McCafferty исполнил песню I love you вместе с группой «Pushking».
Так же на этом сингле впервые прозвучала песня «Пусть»(Angels of death) в русской версии.
Музыка — Коха 
Тексты — В. Комиссаров, О. Савилов, В. Кириченко
Продюсер — Коха
Записано на «Dolphin Studio», Германия,
«Studio 33», Москва
студии «Добролет», Санкт-Петербург
Состав:
Вокал, акустическая гитара — Коха
Ударные — Андрей Круглов
Гитара — Дмитрий Лосев
Клавишные — Олег Бондалетов
Бас — Роман Невелев
Мастеринг — Андрей Субботин
Фото — Д. Ивякин
Дизайн — М. Колодий
2005 год
«No Comment». JET NOISE Records.
1. Love’s an accident
2. Welcome to the ocean
3. Pushking blues
4. It’ll be O.K.
5. God made us free
6. Soldier song
7. Please slow down
8. Head shooter
9. So long
10. Werewolves
11. Why don’t you?
12. Someday
13. Tell me
14. Tonight
15. Since you’ve had a gun
16. No comment

Музыка — Коха 
Тексты — Коха, В. Комиссаров, О. Савилов, И. Чумаков, Kelly Keeling (6)
Продюсер — Коха 
Записано на студии «Добролет» и студии «С. А.Д», Санкт-Петербург 
Микшировано Александром Юдиным на студии «SI records», Москва
Мастеринг — Андрей Субботин 
Дизайн — Андрей Пивоваров 
Художник — «Doctorr» и Сергей Кожуров
Состав: 
Вокал, акустическая гитара — Коха 
Ударные — Андрей Круглов
Гитара — Дмитрий Лосев
Клавишные — Олег Бондалетов
Бас — Роман Невелев
Инжиниринг — Андрей Дейков
Приглашённые музыканты:
Вокал — Kelly Keeling (6), 
Стил гитара — Сергей Стародубцев
Нейлон — Константин В. Илгин
Флейта — Владимир Молодцов
«Лучшее». ООО"ЗВУК".
1. Мама
2. Башка
3. Силуэт
4. Башмаки
5. Бай бай Ленинград
6. Думка
7. Нет нет нет
8. Разочарование
9. Песня без слов
10. Брат
11. Кукаррача
12. Белая песня
13. Страна слепых
14. Романтическая
15. Мания
16. Колыбельная

На этом сборнике впервые на русском зазвучали песни «Мама», «Силуэт», «Разочарование».
Музыка — Коха

Тексты — Коха, О. Савилов, В. Кириченко

Продюсер — Коха
Состав:
вокал, акустическая гитара — Коха

Ударные, перкуссия — Андрей Круглов

Гитара — Дмитрий Лосев

Клавишные Олег Бондалетов
«Пока я живу». ООО"ЗВУК"
1. 10 лет
2. Депрессняк
3. Башка
4. Пока я живу
5. Hey Jack
6. Эй, там!
7. Блюз печаль
8. Байкерская
9. Жизнь в проводах
10. Ночи полные
11. Ангел-экстремал
12. Мой день
13. Я ненавижу
14. Бай
15. Сон
16. Сколько…
17. Город

Альбом выпущен к 10летию группы «PUSHKING»
Эту пластинку Коха посвятил своему другу, музыканту и аранжировщику, Игорю «Гарику» Старову.
Музыка — Коха. Тексты — О. Савилов. Продюсер — Коха. Состав: вокал, акустическая гитара — Коха. Ударные — Андрей Круглов. Гитара — Дмитрий Лосев. Клавишные — Олег Бондалетов. Бас — Роман Невелев. Инжиниринг — Андрей Дейков.
Приглашённые музыканты — вокал -А.Алёшин «Аракс» (2), вокал — С.Шнуров «Ленинград» (3), вокал — А.Монин «Круиз» (12) Александр Мичурин, Олег Грабак,Евгений Черепанов, Стас Черёмушкин — духовые. Запись, сведение — Василий Богатырёв, Дмитрий Запарин «STUDIO 33» г. Москва. Рисунок на обложке и в буклете — Валерий «DoctoRR» Кучеренко. Дизайн — Андрей Пивоваров.
2006 год
«Village songs». Moroz Records.
1. Village songs
2. Breath
3. It’s All That Love Can Do
4. My Life
5. Missies Pride
6. Jesus In My Heart
7. Healer
8. Jean
9. Hide The Rainbow
10. She’s All I Need
11. Save Me
12. Legal Crime
13. Madonna Mia

Музыка — Коха. Тексты — А. Полянский, В. Кириченко, О. Савилов, А. Орлова. Продюсер — Коха. Записано на студии «Добролет» и студии «С. А.Д», Санкт-Петербург. Сведение и мастер-запись — Александр Юдин и студия «SI records», Москва. Дизайн — Андрей Пивоваров. Художник — Лида Черезова.
Состав: вокал, акустическая гитара — Коха, ударные и перкуссия — Андрей Круглов, гитара, банджо, акустика — Дмитрий Лосев, клавишные, аккордеон — Олег Бонадлетов, бас — Роман Невелев.
Приглашённые музыканты: вокал (13) — Дмитрий Лаутало и Дарья Жердина.
2007 год
«FREDDIE». Рок-сюита, посвящённая Фредди Меркьюри (Freddie Mercury) «QUEEN». Pushking Records Ltd.
Музыка — Коха. Тексты — Алекс Полянский. Продюсер — Коха. Записано в августе 2006, Санкт-Петербург, Россия. Запись вокала и саксофона — студия «S.A.D.», инжиниринг — Алексей Дегтярёв. Запись музыки — студия «Белые ночи», инжиниринг — Андрей Лобанов, Дмитрий Маренков. Запись клавишных — студия «Sablino home», инжиниринг — Коха. Микшинг — Андрей Лобанов и Сергей Ананьев. Мастеринг — Soon Elonson, студия «Cosmos», Стокгольм. Дизайн — Артур Михайленко и Артур Бабушис. Художник — Татьяна Хромова. Художник буклета — Александр Хромов.
Состав:
Вокал, бэк, акустическая гитара — Коха. Ударные — Андрей Круглов. Клавишные — Олег Бондалетов. Гитара — Дмитрий Лосев.
Приглашённые музыканты:
Бас — Роман Невелев, саксофон — Михаил Жидких, меццо-сопрано — Галина Сидоренко, гитара — Игорь Романов.
2008 год
«I BELIEVE». Pushking Records Ltd.
1. Rock’n’roll — it’s a fire
2. Love message
3. Christina talks to God
4. Rain
5. Sail away
6. Hunger
7. I wanna be…
8. You’ll got sometime just a moment
9. Let the sun
10. I believe
11. You are free
12. Lazy dude
13. Down
14. Fancy
15. Kill me babe
16. Sailor
17. Just calm down
18. Not only prayer could feel
19. Talking to pretend

Состав:
Вокал, акустическая гитара — Константин «Коха» Шустарёв. Клавишные — Олег «Иваныч» Бондалетов. Гитара, акустическая гитара — Дмитрий «Митя» Лосев. Ударные — Андрей «Дрюня» Круглов. Бас — Андрей Самойлов. Звукорежиссёр — Андрей Дейков.
Приглашённые музыканты: бас (4,8,10,14,17) — Роман Невелев. Соло гитара (6,8,15) — Алексей Дегуссаров. Меццо-сопрано (16) — Галина Сидоренко. Саксофон (2,8,13) — Константин Колешонок. Тромбон (2,8,13) — Антон Вишняков. Труба (2,8,13) — Илья Сергеенко.
Запись музыки и инжиниринг — студия «Добролет». Запись вокала и клавишных — «Koha home studio». Продюсирование — Коха. Микшинг — Андрей Лобанов. Инжиниринг — Александр Мартисов, Олег Волков. Мастеринг — Tom Meyer, студия «Master&Servant», Гамбург. Фото — Владимир «Германович» Сафронов. Дизайн — Андрей Пивоваров и Максим Колодий. Музыка — Коха, Олег Бондалетов (7, 8). Тексты: Олег Савилов (1, 3, 5, 7, 8-10, 11-19), Василий Кириченко (2, 4, 6, 9, 11).
2011 год
«The World As We Love It» Pushking Records Ltd, EAR MUSIC EDEL Germany
1. Intro
2. Nightrider (Featuring Billy F Gibbons — Vocals, Guitar)
3. It’ll Be Ok (Featuring Billy F Gibbons — Vocals, Nuno Bettencourt — Guitar)
4. Troubled Love (Featuring Alice Cooper — Vocals, Keri Kelli — Guitar)
5. Stranger’s Song (Featuring John Lawton — Vocal, Steve Stevens — Guitar)
6. Cut The Wire (Featuring Paul Stanley — Vocals, Stevie Salas — Guitar)
7. My Reflections After Seeing The «Schindler’s List» Movie (Featuring Steve Vai — Guitar)
8. God Made Us Free (Featuring Graham Bonnet — Vocals)
9. Why Don’t You? (Featuring Glenn Hughes — Vocals)
10. I Believe (Featuring Jeff Scott Soto — Vocals)
11. Tonight (Featuring Glenn Hughes — Vocals, Joe Bonamassa — Guitar)
12. Private Own (Featuring Glenn Hughes — Vocals, Matt Filippini — Guitar)
13. Open Letter To God (Featuring Eric Martin — Vocals)
14. Nature’s Child (Featuring Udo Dirkschneider — Vocals)
15. I Love You (Featuring Dan Mccafferty — Vocals)
16. Head Shooter (Featuring Joe Lynn Turner — Vocals)
17. Heroin (Featuring Jorn Lande — Vocals)
18. My Simple Song (Featuring Dan Mccafferty — Vocals)
19. Kukarracha (Featuring Joe Lynn Turner, Eric Martin, Glenn Hughes, Paul Stanley, Graham Bonnet — Vocals, Steve Lukather — Guitar)

Альбом вышел как на CD так и на виниле.
Состав: Константин (Коха) Шустарёв — вокал, бэк-вокал, акустическая гитара
Андрей «Дрюня» Круглов — ударные
Дмитрий «Митя» Лосев — гитара, акустическая гитара
Роман Невелев — бас
Олег «Иваныч» Бондалетов — клавишные
Андрей Дейков — звукорежиссёр
Участники:
Paul Stanley — вокал (6,19)
Billy F. Gibbons — вокал (2,3), гитара (2)
Alice Cooper — вокал (4)
Steve Vai — гитара (7)
Glenn Hughes — вокал (9,11,12,19)
Jorn Lande — вокал (17)
Joe Bonamassa — гитара (11)
Steve Stevens — гитара (5)
Nuno Bettencourt — гитара (3)
John Lawton — вокал (5)
Keri Kelli — гитара (4)
Jeff Scott Soto — вокал (10)
Eric Martin — вокал (13)
Steve Lukather — гитара (19)
Matt Filippini — гитара (12)
Dan McCafferty — вокал (15, 18)
Graham Bonnet — вокал (8)
Joe Lynn Turner — вокал (16)
Udo Dirkschneider — вокал (14)
Stevie Salas — гитара (6)
Приглашённые музыканты:
Eric Ragno — B3 Organ, Piano
Al Perkins — Dobro
Alex De Rosso — Guitar
Tony Paoletta — Steel
Fabrizio Grossi — Bass
Константин Колешонок — Sax
Антон Вишняков — Trombone
Илья Сергеенко — Trumpet
Владимир Молодцов — Pipe
Константин Кокорин — бас (12)
Музыка — Константин (Коха) Шустарёв
Текст песен — Константин «Коха» Шустарёв (7),
Олег Савилов (2, 3, 5, 6, 8, 9, 10, 11, 12, 13, 18),
Валерий Комиссаров (3, 4, 7, 14, 15, 17, 19),
Ян Чумаков (16)
Продюсер — Fabrizio Grossi
Микшинг — Fabrizio Grossi
Студии звукозаписи: Noize Factor (Santa Clarita, California), Downtown Batterie (Nashville Tennessee), City Studios (Welwyn Garden City, UK), Matt’s (Beverly Hills, California), Dobroliot Studios (Saint Petersburg, Russia), DEE Production Studio (Hannover, Germany), Groove Gallery (Burbank, California), а также домашние студии следующих участников: Matteo Fillipini, Jorn Lande, Jeff Scott Sotto, Steve Stevens, Eric Martin and Graham Bonnet
Мастеринг — Tom Baker «Precision Mastering Studio» (Hollywood, California)
Band Photo by Aleks Dagldiyan
Art Direction&Design by Darwin Foye at 5th Density (LA, California)
2011 год
The Best Of Everyone. Pushking Records Ltd.
Альбом памяти Александра Монина, вокалиста группы «Круиз»
1. Flight in Paradise
2. The Best Of Everyone
3. Baby I’m Crying
4. California’s Call
5. Way Of Love
6. Whiskey,Love&Pigeon
7. Tell Me About
8. My Yell For Good-Bye
9. Ticket To London
10. Love
11. Kukarracha (ac.version)
12. I Miss You Man

Над альбомом работали:
Konstantin «Koha» Shustarev — vocal, ac.guitar
Oleg «Ivanich» Bondaletov — keyboards
Dmitriy «Mitya» Losev — guitar, ac.guitar, slide
Andrey Deykov — sound engineer
Приглашённые музыканты:
Mikhail Fainzilberg — church bells
Roman Nevelev — bass
Vadim Markov — drums
Alexandr Grata — vocal (7)
Sergey «Repa» Degtiarev — vocal (5)
Andrey Lobanov — piano, orchestral arrangement (5)
Oleg «Jagger» Minakov — vocal (4)
Grigoriy Bezugliy — solo guitar (8)
Dmitriy Chetvergov — solo guitar(9)
Alexandr Vasilenko — solo guitar(3)
Fedor Aleksandrovskiy — solo guitar (2)
Vadim Golutvin «Araks» — dobro, celtic harp (4,12)
Vladimir Molodtsov — pipe (1)
Mihail Jidkih — sax (10)
Berta Puzian — back vocal (10)
Produced by Koha
Recorded and mixed at «APRILSOUND» studio
Mixed by Dmitriy Marenkov, Andrey Lobanov
Engineered by Dmitriy Marenkov
All music by Koha
All lyrics by Oleg Savilov www.saviloff.ru
Photography by Andy Prokh
Design by Koha&Maxim Kolodiy
2015 год
One Shot Deal
1.I follow my way
2.One shot deal
3.Ozzy’s lullaby
4.Right man
5.Excuse me
6.5 minutes to go
7.Faster, deeper, higher
8.Give into the moment
9.My heart is secure
10.Set me free
11.Hey Babe
12.LLC
13.You and me
14.I need to understand
15.It’s a shot in my head
16.Got to there
17.Moments of blue
Над альбомом работали:
Konstantin «Koha» Shustarev-vocal, ac.guitar
Dmitriy «Mitya» Losev — guitar, slide
Oleg «Ivanich» Bondaletov — keyboards
Roman Nevelev — bass
Alexandr Androsenko-guitar
Berta Bertrudova-vocal
Phill Socha-drums
Guest vocal on «Set me free»-Tobias Sammet
Guest vocal on «Ozzy’s lullaby»-Yustina Yurkova
Lead guitar on «Set me free» -Mark Tremonti
Lead guitar on «I need to understand»-Dmitriy Chetvergov
Produced by Koha
All vocals and drums recorded at «Propeller Sound» studio Moskow
All guitars, bass and keybords recorder at «Bibika crazy studio» St.Peterburg
All lyrics by Oleg Savilov www.saviloff.ru
Design by Maxim Kolodii
https://vk.com/videos-210812?section=all&z=video-210812_171695880%2Fclub210812%2Calbum-210812%2Fpl_-210812
Pushking на сборниках
Композиция «Башка» (К.Шустарёв/О.Савилов) — на Audio CD «Рок притяжение 1». ООО «Звук», 2003 год.
Композиция «Pushking Blues» (К.Шустарёв/В.Рохин-В.Комиссаров) — на Audio CD «Rock over Russia». «Мистерия звука», 2005 год.
Композиция «Werewolves» (К.Шустарёв/О.Савилов) — на Audio CD «Митьковская олимпиада 1(Формула русского рока)». ООО «Медиа Тон», 2005 год.
Композиция «No Comment» (К.Шустарёв/О.Савилов) — на Audio CD «Rock over Russia». «Мистерия звука», 2006 год.
Композиция «Tonight» (К.Шустарёв/О.Савилов) — на Audio CD «Музыка твоих крыльев». «Мистерия звука», 2006 год.
Композиция «Love’s an accident» (К.Шустарёв/В.Комиссаров) — на Audio CD «Музыка твоих крыльев Vol.3». «Мистерия звука», 2006 год.
CD «Village Songs»(2006) — на Audio CD «Metal From Russia. MP3 collection. CD5». «Moroz Records», 2006 год.
Композиция Strange Kind of Woman — на Audio CD «Пипл про/To Purple. Российское посвящение Deep Purple». EMI Music Publishing Ltd., 2007 год.

## Другие проекты
Кроме музыки для группы «Коха» написал музыку для кинофильмов «Воры и проститутки», «Руд и Сэм», для мультфильма «Приключения Алёнушки и Ерёмы», «Новые приключения Алёнушки и Ерёмы», сериала «Сыщик с плохим характером», для фильма «SOS: Спасите наши души».
В фильме «Воры и проститутки» звучит песня «I Love You» из первого альбома группы Pushking «V.I.P», которую Коха исполнил с солистом группы Nazareth Дэном Маккаферти. Дэн Маккаферти спел её во время концерта группы Nazareth на малой арене Дворца спорта «Юбилейный» в Санкт-Петербурге, в котором группы Nazareth и Pushking выступали вместе.
Также принял участие в проекте «Голос» на первом канале. Выступил с песней «Вьюга», но его никто не выбрал, так как голос Шустарёва не попадал под формат проекта.
Осенью 2013 года участвовал в проекте «Битва хоров-2». Был участником хор Санкт-Петербурга под руководством Виктора Дробыша, занял в составе хора 2 место.
В ноябре 2014 года вышел на сцену в качестве актёра 3D спектакля «Джульетта и Ромео». Играет роль монаха Лоренцо.
Осенью 2015 года начинаются съёмки художественного фильма « Rock and Road». Главную роль играет французский актёр Сами Нэсери. Всю музыку к фильму написал Константин.

## Сотрудничество
Константин Шустарёв часто сотрудничает с разными исполнителями рок-музыки. Текст песни «Soldier Song» для альбома «No Comment» группы Pushking написал американский мультиинструменталист, певец и композитор Келли Килинг (Kelly Keeling), который и исполнил эту песню в альбоме группы Pushking «No Comment» (2005 год).
Песню «Нет, нет, нет», написанную Константином, в свой альбом «Лабиринт» включил Григорий Лепс, в исполнении группы Pushking эта композиция известна под названием «No No No», которая вошла в несколько альбомов группы.
Вместе с Сергеем Шнуровым группа Pushking исполнила песню Константина Шустарёва «Башка». Песня отображает неприятие авторами принципов работы эстрадного шоу-бизнеса и пропагандирует рок-н-ролл.
В записи альбома «Пока я живу» группы Pushking приняли участие Анатолий Алёшин (вокалист группы Аракс, исполнил с Константином Шустарёвым песню «Депрессняк») и Александр Монин (вокалист группы Круиз, исполнил с Константином песню «Мой день»).
Константин Шустарёв сотрудничал с группой Алиса: в 2005 году он принял участие в записи альбома «Изгой», записав бэк-вокальные партии к нескольким песням. Также голос музыканта можно услышать в следующем альбоме группы в песнях «Старые раны», "Падал снег" и «Северная быль».
В 2011 году принял участие в записи бэк-вокала в песне Obrigado, альбома No Name Album группы «ZORGE».
2011 год — начало сотрудничества с Александром Грата. 2013—2015 года сотрудничает с молодыми коллективами и исполнителями — Рапира`z (впоследствии Берта займёт место вокалистки в группе Pushking Community) и IVANOV.